# Hendrik van Steenwijk
Hendrik van Steenwijk (Amsterdam, 14 september 1864 - Haarlem, 7 september 1937) was een Nederlands schilder, lithograaf, aquarellist, decorschilder, etser en tekenaar. Hij was leerling van onder andere Jan Toorop en Hendrik Willem Mesdag, wiens invloeden en raadgevingen aan hem duidelijk herkenbaar zijn in een deel van zijn oeuvre. Hij kan in die lijn ook worden gezien als een navolger of zelfs onderdeel van de Haagse School. 
Hendrik van Steenwijk is met name bekend van zijn impressionistische schilderijen met kleurrijke stad-, strand- en zeegezichten. Later in zijn leven kwamen hier nog berglandschappen bij waarvoor hij zijn inspiratie met name haalde uit een reis naar Noorwegen.

## Biografie
Hendrik van Steenwijk werd in 1864 geboren te Amsterdam, waar hij tot 1890 verbleef. Hij stamde af van de 17e-eeuwse schilder Hendrik van Steenwijk de Oudere, een van de eerste interieurschilders uit de Gouden Eeuw die vooral bekend stond om zijn kerkinterieurs. Van Steenwijk begint zijn carrière als toneeldecoratieschilder. Vervolgens woonde en werkte hij gedurende twee decennia achtereenvolgens te Den Haag, Domburg, Poeldijk, Scheveningen, Bunschoten, Haarlem, Laren en IJmuiden. Hij werkte rond de eeuwwisseling veel in Zeeland (Domburg en Westkapelle), waar hij jaren naar de natuur werkte.
Steenwijk was geen autodicact: naast les aan de Academie in Den Haag van 1881-1888 en later te Amsterdam, kreeg hij raadgevingen van Jan Toorop en Hendrik Willem Mesdag. In 1892 werden enkele werken van Toorop tezamen met zes tekeningen van Van Steenwijk geëxposeerd in de etalage van de 'Haarlemsche Boek-en Muziekhandel' in de Grote Houtstraat. Publieksvanger was het pointillistische werk 'Aprilzon' van Toorop. Steenwijk wordt dan als 'jong beginner en Toorops leerling' omschreven.
De raadgevingen van Mesdag lijken aanvankelijk vooral zijn onderwerpskeuze, het leven van de zeevissers en alles daaromheen (dorpen, boten, netten boeten, etc.), te hebben beïnvloed. 
Hij maakte een studiereis naar Italië, waarbij een andere schilder, Marius Bauer en zijn werken in de Oost, de voornaamste inspiratiebron lijken te zijn geweest. Later wordt hij ook nog gezien als leerling van Jan David Geerling Grootveld, Frits Jansen,  Gustave Prot en Barend Wijnveld.
In 1905 maakt hij in opdracht van Jacob Theodoor Cremer (op dat moment voormalig minister van Koloniën en Tweede Kamerlid) een reis naar Noorwegen, waar hij onder andere verschillende berglandschappen vervaardigde. In 1925 zijn er ook reclameposters van zijn hand bekend in opdracht van de Koninklijke Hollandsche Lloyd die toen cruises naar Noorwegen organiseerden.

## Overlijden
Ter gelegenheid van zijn zeventigste verjaardag in 1934 werd een solotentoonstelling van zijn oeuvre georganiseerd in het Frans Hals Museum.
Het Haarlems Dagblad schreef in dat jaar over hem: "De droom van het Noorsche landschap is in hem [...] nooit vervaagd' en daarnaast; 'Hij was en is nog steeds een stoere werker, die geheel voor zijn kunst leeft."
Drie jaar later overleed Hendrik van Steenwijk. Hij werd op 12 september 1937 begraven op de Algemene Begraafplaats van Bloemendaal.

## Galerij

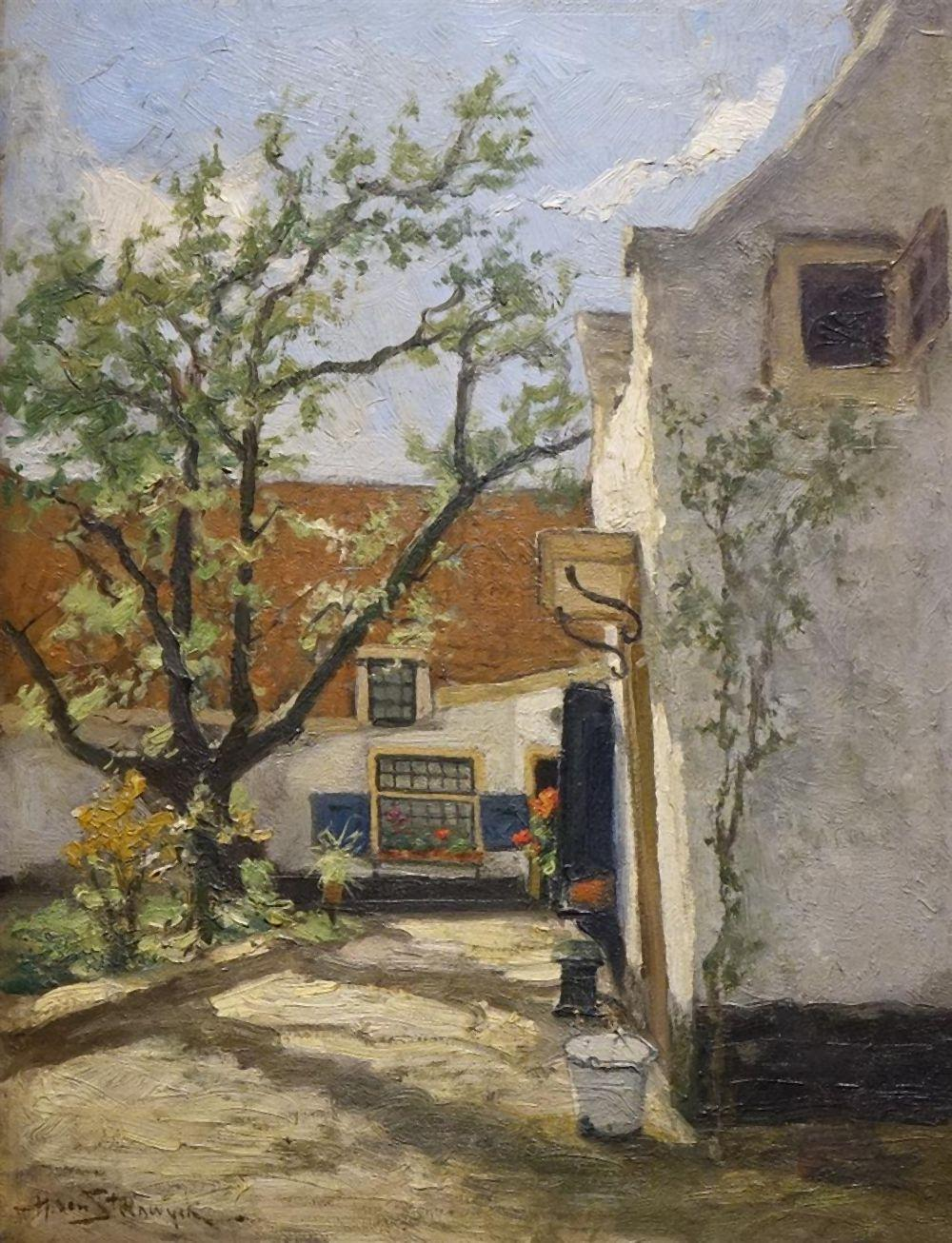
Wasdag
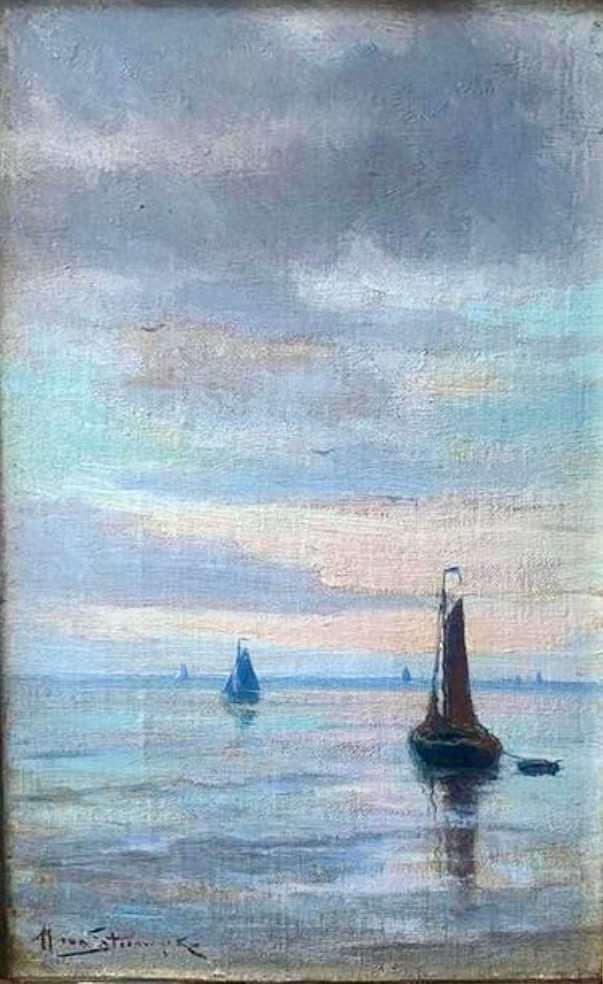
Zeegezicht met boten
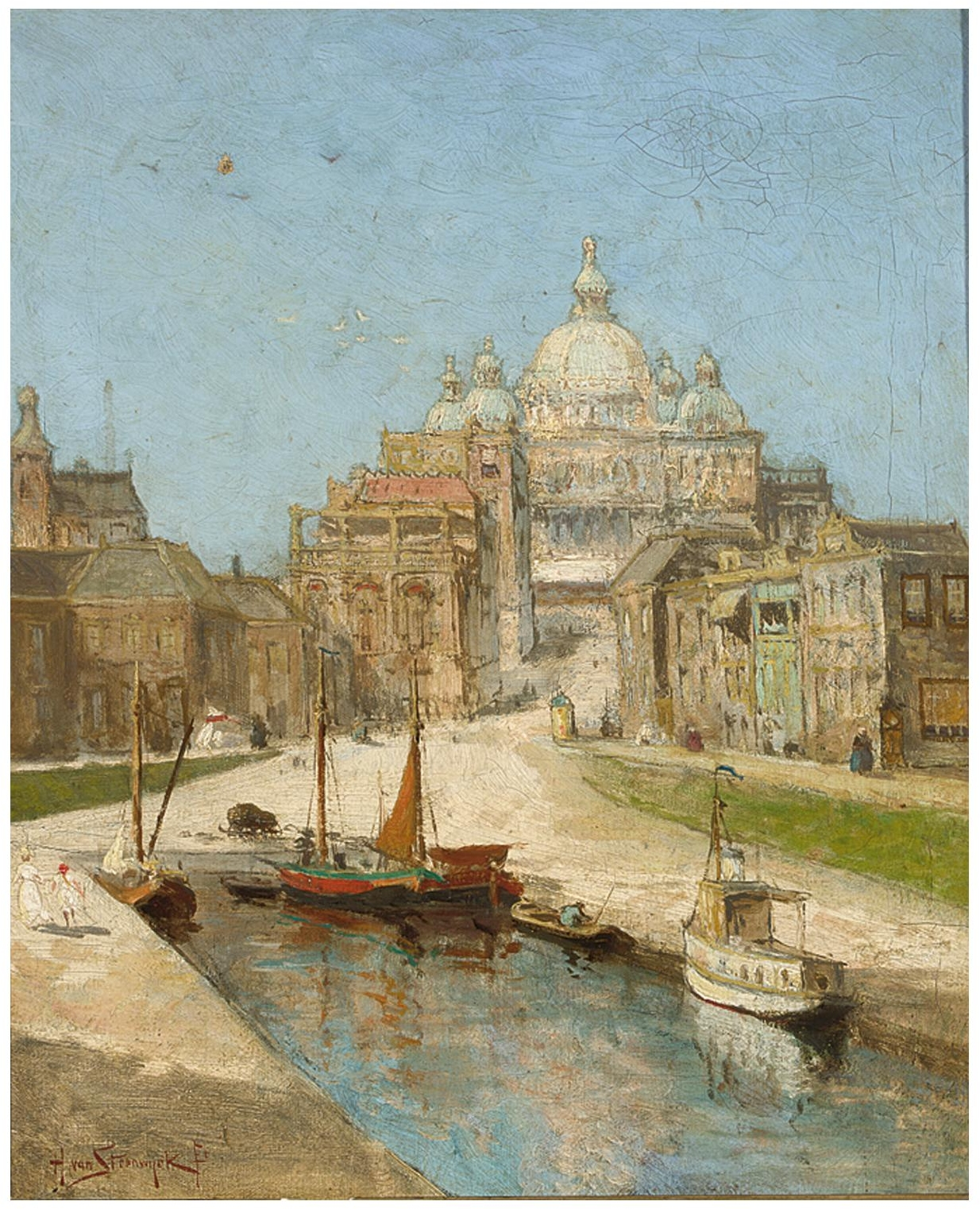
A Mediterranean Townview
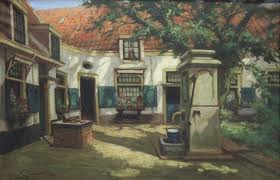
Gasthuishofje te Haarlem
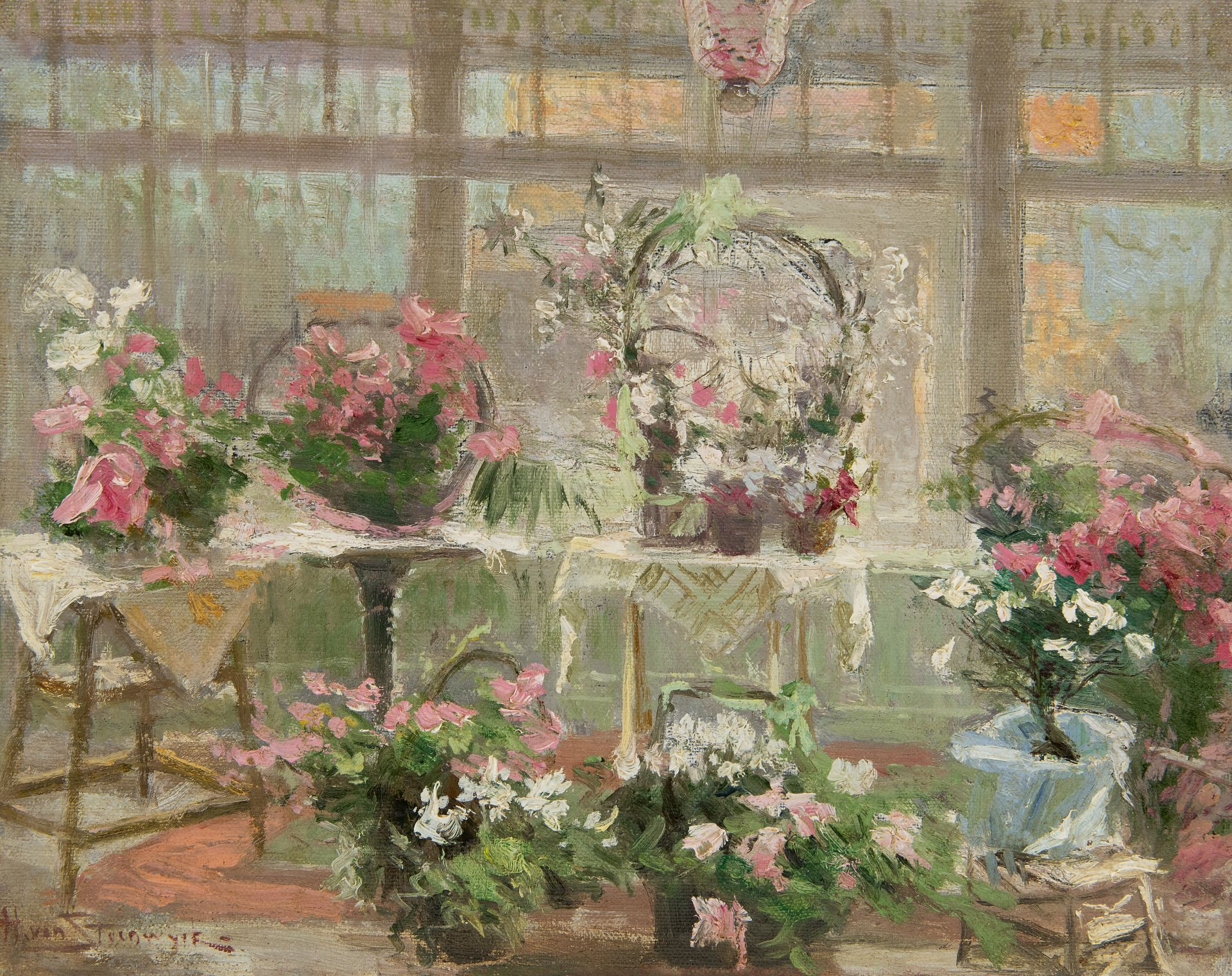
Serre met bloeiende planten
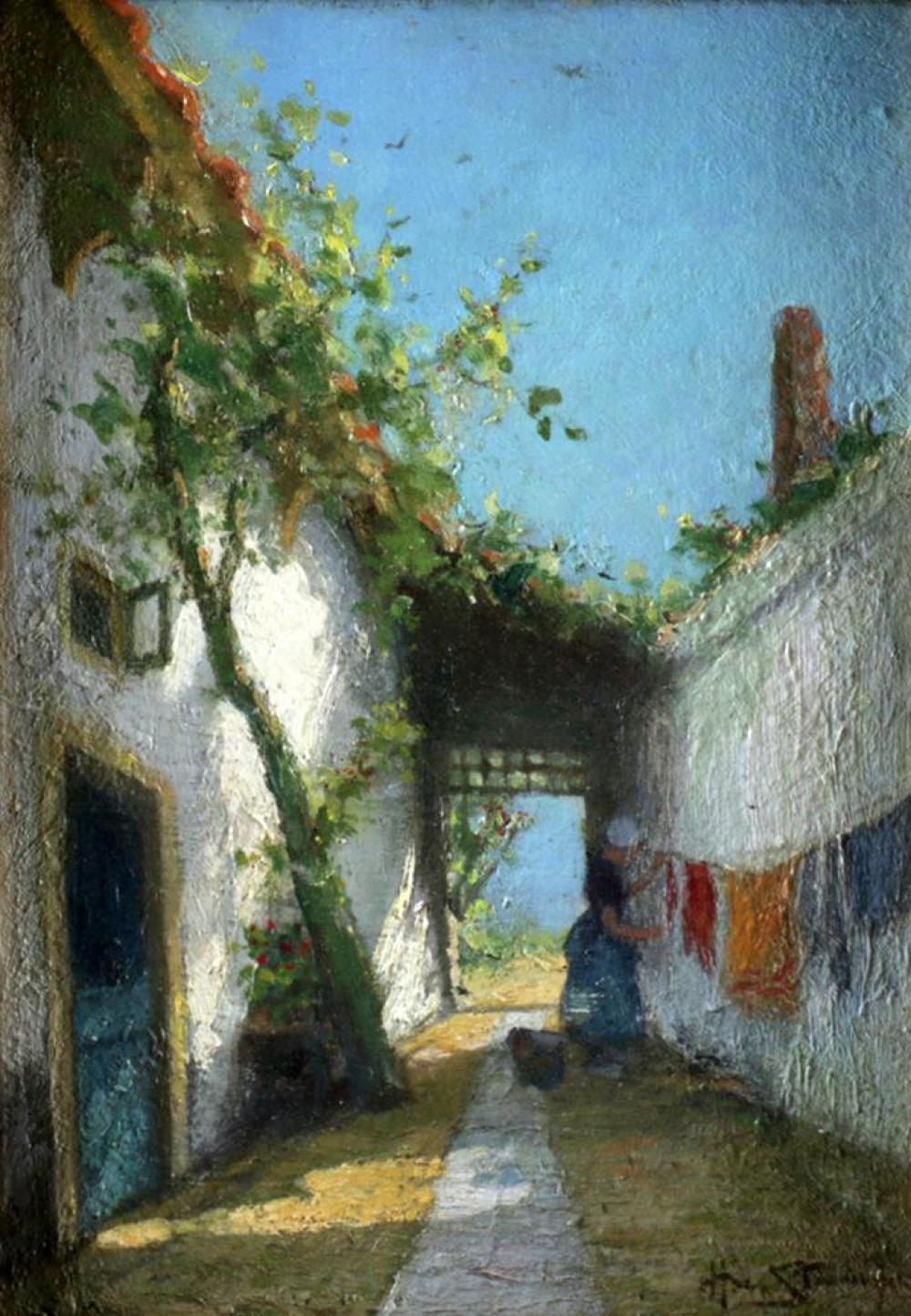
Doorkijk met vrouw bij de waslijn
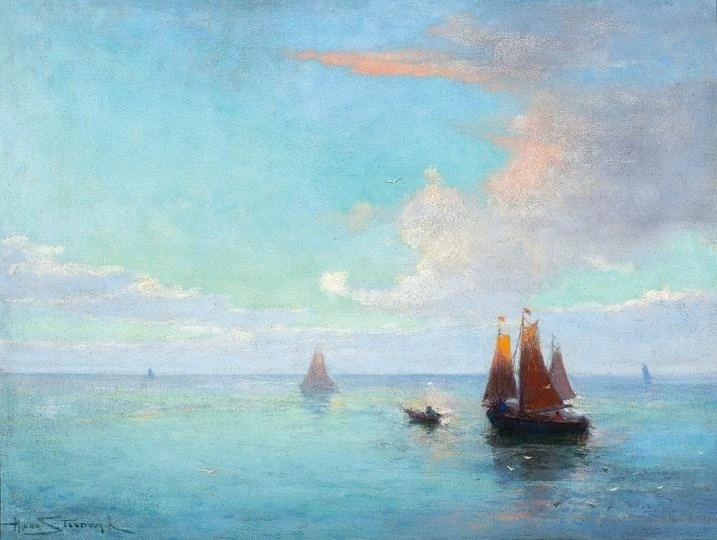
Vissersboten bij Scheveningen
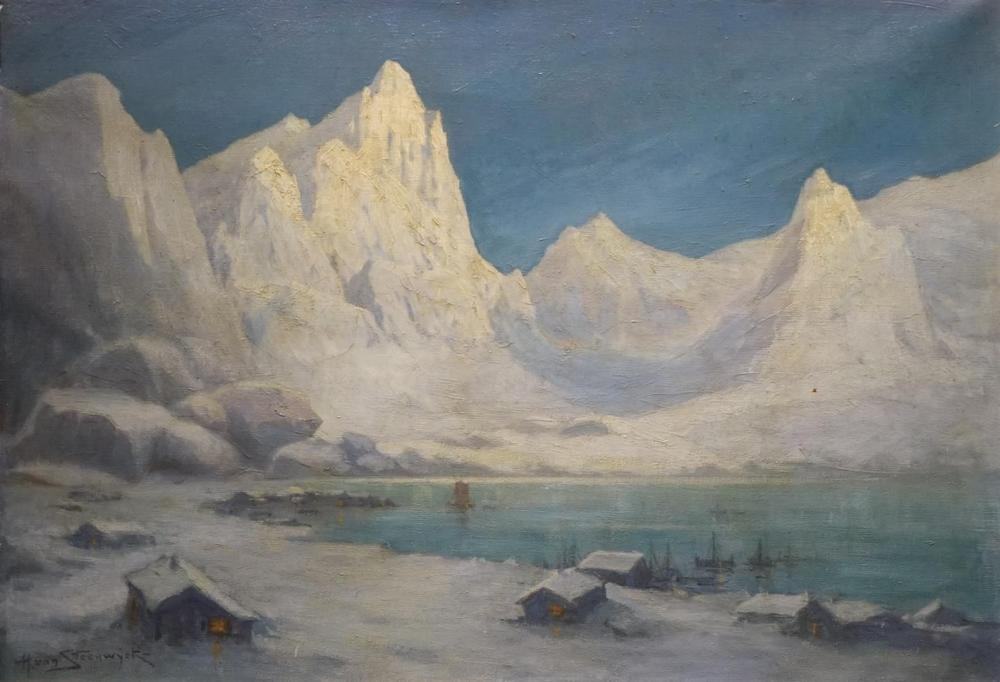
Winternacht in de Lofoten
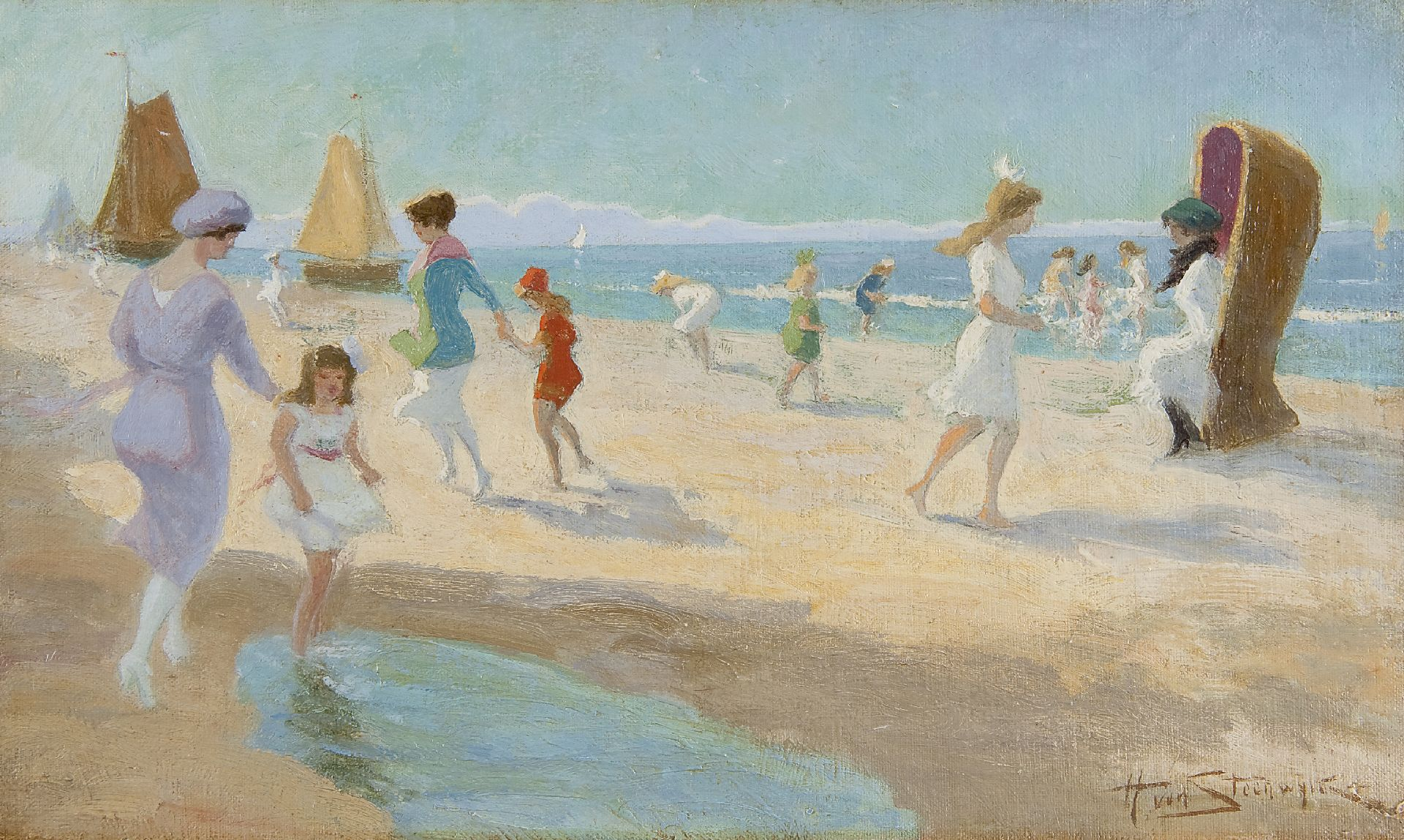
Strandgezicht